# Twoje imię
Twoje imię (jap. 君の名は。 Kimi no na wa.) – japoński film animowany z 2016 roku, z gatunku fantasy, którego reżyserem i scenarzystą jest Makoto Shinkai. Produkcją filmu zajęło się studio CoMix Wave Films, natomiast dystrybutorem jest Tōhō. Reżyserem animacji został Masashi Andō, a projekt postaci wykonał Masayoshi Tanaka. Film opowiada historię dwojga licealistów mieszkających w różnych częściach Japonii, którzy zamieniają się ciałami.

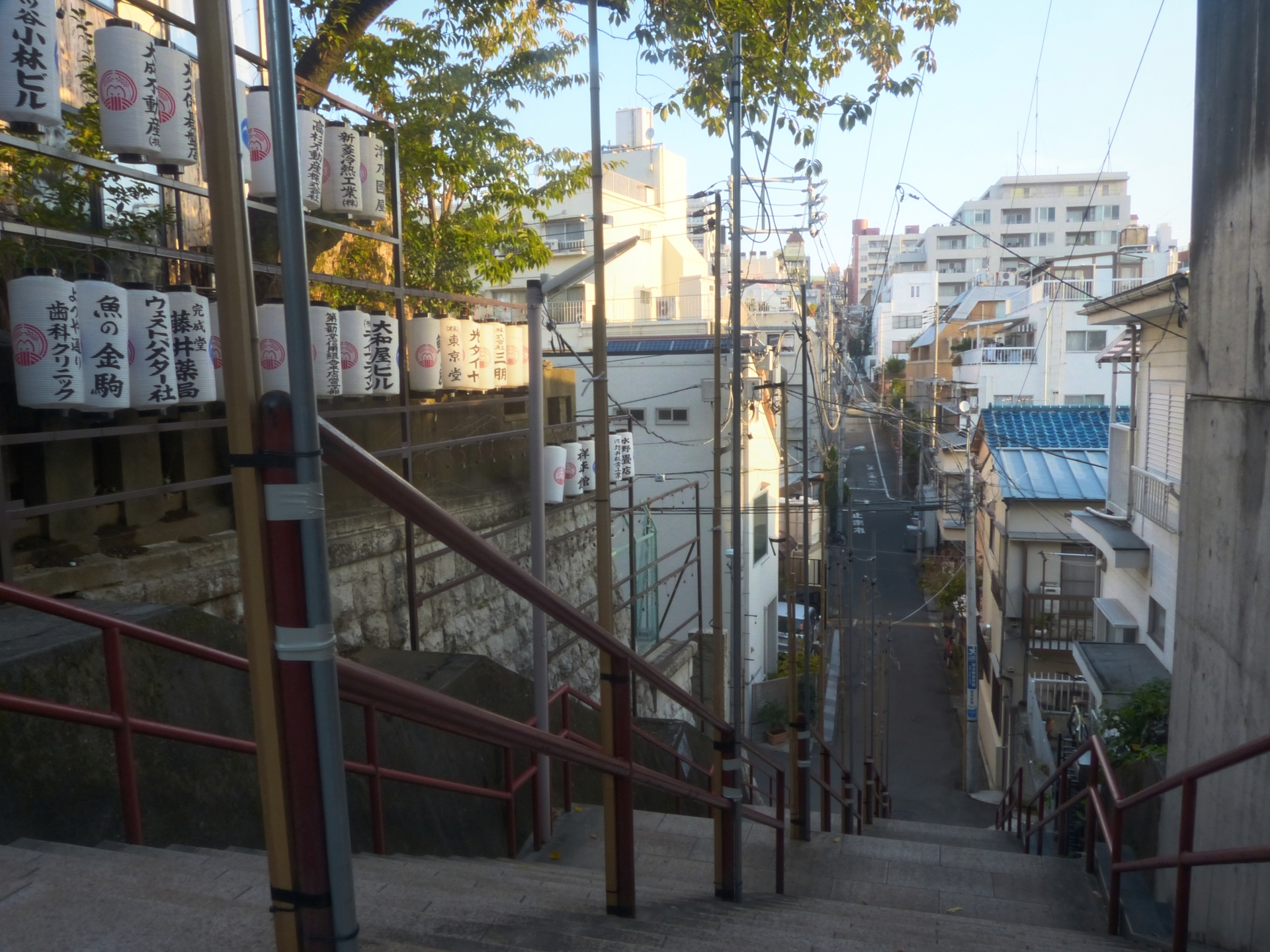
Schody prowadzące do chramu Suga niedaleko stacji Yotsuya w dzielnicy Shinjuku, gdzie w filmie rozgrywa się finałowa scena

Film miał swoją premierę na konwencie Anime Expo w Los Angeles 3 lipca 2016 roku, natomiast do dystrybucji masowej trafił on 26 sierpnia 2016 roku w Japonii.
Produkcja ta odniosła komercyjny sukces, plasując się na pierwszym miejscu najlepiej zarabiających filmów w Japonii w 2016 roku, a także stając się czwartym najlepiej zarabiającym filmem w Japonii wszech czasów. Na całym świecie film zarobił ponad 357,9 miliona dolarów.

## Fabuła
Licealistka Mitsuha mieszka w wiosce pośród gór w prefekturze Gifu. Mieszka z babcią i młodszą siostrą, pełniąc obowiązki miko w rodzinnej świątyni i robiąc tradycyjny alkohol kuchikamizake (rodzaj alkoholu wytwarzany poprzez przeżuwanie ryżu lub innych zbóż przed fermentacją; najwcześniejszy rodzaj sake). Jest znudzona własnym życiem i wolałaby być chłopakiem mieszkającym w Tokio.
Pewnego dnia Mitsuha zaczyna zamieniać się ciałem z Takim, licealistą mieszkającym w Tokio. Oboje orientują się, że ich zamiany są prawdziwe, jako że rodzina i przyjaciele relacjonują niecodzienne zachowania każdego z nich. Po powrocie z każdej takiej podróży wspomnienia zamiany jednak szybko bledną, niczym sny. By zminimalizować szkody w życiu każdego z nich, zaczynają się ze sobą komunikować za pośrednictwem notatnika Mitsuhy i telefonu Takiego, zostawiając sobie nawzajem wiadomości. Mitsuha pomaga Takiemu umówić się na randkę ze znajomą z pracy, Miki. Natomiast Taki pomaga Mitsuce stać się bardziej popularną osobą w szkole. Taki towarzyszy również jej babci i siostrze w wyprawie do świętego miejsca, by ofiarować lokalnemu bogowi przygotowane wcześniej kuchikamizake. Jakiś czas później Mitsuha wspomina Takiemu o zbliżającej się do Ziemi komecie, która ma pojawić się na niebie akurat w dzień festiwalu, który będzie się odbywał w jej wiosce.
Dzień po zapowiadanym przez Mitsuhę festiwalu Taki budzi się w swoim ciele. Po nieudanej randce z Miki po raz pierwszy próbuje zadzwonić do Mitsuhy, ale mu się nie udaje. Ponadto sama zamiana ciał również ustaje. Zaniepokojony, decyduje się odwiedzić jej rodzinną wioskę. Niestety, ale nie zna jej nazwy, a jego wspomnienia stają się coraz bardziej mgliste. Po długiej podróży napotkany w Hida właściciel restauracji rozpoznaje miejsce na rysunkach wykonanych przez Takiego i mówi mu, że wioska ta została doszczętnie zniszczona przez spadający meteoryt. Taki znajduje imię Mitsuhy na liście ofiar i odkrywa, że dzieliła ich nie tylko przestrzeń, ale także czas – od katastrofy minęły trzy lata.
Taki decyduje się wyruszyć do świętego miejsca i wypić kuchikamizake Mitsuhy, mając nadzieję znów się z nią połączyć i ostrzec przed nadchodzącym zagrożeniem. Udaje mu się i budzi się w jej ciele w dniu festiwalu. Przekonuje dwójkę przyjaciół Mitsuhy, by pomogli mu ewakuować wioskę, lecz ich planu nie udaje się zrealizować. Taki uświadamia sobie, że Mitsuha jest teraz w świętym miejscu w jego ciele i postanawia wrócić w góry, by się z nią spotkać.
Mitsuha budzi się w ciele Takiego i oboje spotykają się w końcu na krótki moment dzięki światłu księżyca, a następnie wracają do swoich ciał. W czasie, gdy Mitsuha, ostrzeżona przez Takiego o katastrofie, biegnie z powrotem do wioski, ich wspomnienia ponownie zaczynają zanikać. Udaje jej się przekonać ojca – wójta wioski – by zarządził ewakuację. Fragment komety rozbija się na Ziemi, niszcząc wioskę, jednak wszyscy mieszkańcy uchodzą cało z katastrofy.
Pięć lat później Taki kończy uniwersytet i szuka pracy, ale cały czas nie może pozbyć się wrażenia, że zapomniał o czymś istotnym. Pewnego dnia Taki i Mitsuha rozpoznają siebie w sąsiednich pociągach i wysiadają, by się spotkać. Mijając się na schodach czują, że już się spotkali, jednak pytają się nawzajem o imię.

## Bohaterowie
- Taki Tachibana (jap. 立花 瀧 Tachibana Taki)

Seiyū: Ryūnosuke Kamiki 
- Mitsuha Miyamizu (jap. 宮水 三葉 Miyamizu Mitsuha)

Seiyū: Mone Kamishiraishi 
- Miki Okudera (jap. 奥寺 ミキ Okudera Miki)

Seiyū: Masami Nagasawa 
- Hitoha Miyamizu (jap. 宮水 一葉 Miyamizu Hitoha)

Seiyū: Etsuko Ichihara 
- Katsuhiko Teshigawara (jap. 勅使河原 克彦 Teshigawara Katsuhiko)

Seiyū: Ryō Narita 
- Sayaka Natori (jap. 名取 早耶香 Natori Sayaka)

Seiyū: Aoi Yūki 
- Tsukasa Fujii (jap. 藤井 司 Fujii Tsukasa)

Seiyū: Nobunaga Shimazaki 
- Shinta Takagi (jap. 高木 真太 Takagi Shinta)

Seiyū: Kaito Ishikawa 
- Yotsuha Miyamizu (jap. 宮水 四葉 Miyamizu Yotsuha)

Seiyū: Kanon Tani 
- Yukari Yukino (jap. 雪野 百香里 Yukino Yukari)

Seiyū: Kana Hanazawa 

## Produkcja
思ひつつ
ぬればや人の
見えつらむ
夢としりせば
さめざらましを
Omoitsutsu
Nureba ya hito no
Mietsuramu
Yume to shiriseba
Samezaramashi wo

Shinkai wspomniał w wywiadzie, że napisanie scenariusza do filmu zajęło mu pół roku i jego bezpośrednią inspiracją było przeczytanie japońskiego wiersza napisanego przez poetkę Ono no Komachi. Innymi źródłami inspiracji były także trzęsienie ziemi w Tōhoku czy też film Interstellar Christophera Nolana.
14 września 2014 roku, gdy na wczesnym etapie produkcji Makoto Shinkai wysłał proponowany koncept do Tōhō, film był zatytułowany Yume to shiriseba (jap. 夢と知りせば). Tytuł ten nawiązywał do wiersza Ono no Komachi, który to stanowił inspirację do filmu.
Na późniejszych etapach produkcji film nosił także tytuły Kimi no musubime (jap. きみの結びめ), Kimi wa kono sekai no hanbun (jap. きみはこの世界のはんぶん) oraz Kataware no koibito (jap. かたわれの恋人) zanim został przemianowany na Kimi no na wa.
W filmie pojawiają się w formie cameo dwie główne postaci z poprzedniego filmu produkcji Shinkaia, zatytułowanego Kotonoha no niwa – Yukari Yukino oraz Takao Akizuki.

## Muzyka
Muzykę do serialu skomponował Yojirō Noda, wokalista japońskiego zespołu rockowego Radwimps. Makoto Shinkai chciał, by komponowana muzyka nie tylko stanowiła tło, ale też uzupełniała dialogi i monologi bohaterów pojawiających się na ekranie.
W filmie znalazły się cztery utwory wykonywane przez Radwimps:
- „Yume tōrō” (jap. 夢灯籠)
- „Zenzenzense” (jap. 前前前世)[14]
- „Sparkle” (jap. スパークル Supākuru)[15]
- „Nandemonaiya” (jap. なんでもないや)[14]

Spośród tych utworów, piosenka „Zenzenzense” znalazła się na szczycie listy Billboard Japan Hot 100, została także pobrana za pośrednictwem digital download w milionie kopii. Utwór „Nandemonaiya” został pobrany 500 tysięcy razy i otrzymał status podwójnej platyny, natomiast utwór „Sparkle” został pobrany 250 tysięcy razy i otrzymał status platyny; utwór „Yume tōrō” został pobrany 100 tysięcy razy.
Album z muzyką z filmu, zatytułowany Kimi no na wa. (jap. 君の名は。) został wydany 24 sierpnia 2016 roku. 5 września 2016 roku zajął 1. miejsce na liście sprzedaży Oriconu i utrzymał się na niej przez 93 tygodni. W pierwszym tygodniu od premiery został sprzedany w 58 tysiącach kopii. Album został także sprzedany za pośrednictwem digital download w 100 tysiącach kopii i otrzymał status złotej płyty.
Na rozdaniu Newtype Anime Awards w 2016 roku utwór „Zenzenzense” zajął drugie miejsce w kategorii najlepsza piosenka, natomiast album z muzyką z filmu zajął drugie miejsce w kategorii najlepsza ścieżka dźwiękowa.
| Kimi no na wa. | Kimi no na wa.                                     | Kimi no na wa. |
| Nr             | Tytuł utworu                                       | Długość        |
| -------------- | -------------------------------------------------- | -------------- |
| 1.             | „Yume tōrō (jap. 夢灯籠)”                          | 2:09           |
| 2.             | „Mitsuha no tsūgaku (jap. 三葉の通学)”             | 1:07           |
| 3.             | „Itomori kōkō (jap. 糸守高校)”                     | 1:48           |
| 4.             | „Hajimete no Tōkyō (jap. はじめての、東京)”        | 1:16           |
| 5.             | „Akogare Cafe (jap. 憧れカフェ)”                   | 1:29           |
| 6.             | „Okudera senpai no tēma (jap. 奥寺先輩のテーマ)”   | 2:06           |
| 7.             | „Futari no ihen (jap. ふたりの異変)”               | 2:36           |
| 8.             | „Zenzenzense (jap. 前前前世 (movie ver.))”         | 4:44           |
| 9.             | „Goshintai (jap. 御神体)”                          | 3:24           |
| 10.            | „Dēto (jap. デート)”                               | 4:03           |
| 11.            | „Akimatsuri (jap. 秋祭り)”                         | 1:06           |
| 12.            | „Kioku o yobiokosu taki (jap. 記憶を呼び起こす瀧)” | 1:40           |
| 13.            | „Hida tanbō (jap. 飛騨探訪)”                       | 1:29           |
| 14.            | „Kieta machi (jap. 消えた町)”                      | 1:55           |
| 15.            | „Toshokan (jap. 図書館)”                           | 1:42           |
| 16.            | „Ryokan no yoru (jap. 旅館の夜)”                   | 1:29           |
| 17.            | „Goshintai e futatabi (jap. 御神体へ再び)”         | 2:21           |
| 18.            | „Kuchikamizake torippu (jap. 口噛み酒トリップ)”    | 2:55           |
| 19.            | „Sakusen kaigi (jap. 作戦会議)”                    | 2:20           |
| 20.            | „Chōchō settoku (jap. 町長説得)”                   | 2:45           |
| 21.            | „Mitsuha no tēma (jap. 三葉のテーマ)”              | 4:02           |
| 22.            | „Mienai futari (jap. 見えないふたり)”              | 0:50           |
| 23.            | „Katawaredoki (jap. かたわれ時)”                   | 2:47           |
| 24.            | „Supākuru (jap. スパークル (movie ver.))”          | 8:54           |
| 25.            | „Dēto 2 (jap. デート2)”                            | 2:09           |
| 26.            | „Nandemonaiya (jap. なんでもないや (movie edit.))” | 3:15           |
| 27.            | „Nandemonaiya (jap. なんでもないや (movie ver.))”  | 5:44           |
|                |                                                    | 1:12:05        |

Utwory śpiewane zostały także napisane i nagrane przez Radwimps w języku angielskim; zostały one wykorzystane w angielskiej wersji językowej filmu. Utwory w tej wersji zostały udostępnione cyfrowo 27 stycznia 2017 roku, natomiast CD wydano 10 marca 2017 roku.

## Emisja

Mapa świata z zaznaczonymi na zielono krajami, które wykupiły prawa do emisji filmu

Film miał swoją premierę 3 lipca 2016 roku w Los Angeles na konwencie Anime Expo, natomiast w japońskich kinach był wyświetlany od 26 sierpnia 2016 roku.
W Chinach film miał swoją premierę 2 grudnia 2016 roku i był dystrybuowany przez Huaxia Film Distribution. Dystrybuowany był także od 24 listopada 2016 roku w kinach w Australii oraz od 1 grudnia 2016 roku w Nowej Zelandii. Wyświetlano go także w wybranych kinach na terenie Wielkiej Brytanii i Irlandii, także podczas festiwali London Film Festival oraz Scotland Loves Anime. W kinach w Stanach Zjednoczonych film ten był wyświetlany od 7 kwietnia 2017 roku. W Korei Południowej miał swoją premierę 4 stycznia 2017 roku. Do dystrybucji kinowej trafił także w Finlandii, Francji, Norwegii, Hiszpanii i Tajlandii.
Tōhō Pictures ogłosiło, że film 26 lipca 2017 roku zostanie wydany w edycji zwykłej, specjalnej i kolekcjonerskiej, zarówno w wersji 4K UHD Blu-ray, Blu-ray oraz DVD. Do 8 grudnia 2018 roku zwykła edycja DVD została sprzedana w 345 978 egzemplarzach. Natomiast Blu-ray w edycji zwykłej, specjalnej i kolekcjonerskiej do 10 grudnia 2017 roku zostało sprzedane łącznie w 528 388 egzemplarzach.
3 stycznia 2018 roku film został wyemitowany w telewizji, na kanale TV Asahi, osiągając łącznie 26,3% oglądalności i ustanawiając nowy rekord w kategorii filmowej.
W Polsce pokazy filmu odbyły się 28 kwietnia 2017 roku podczas festiwalu Animocje. Film został również zaprezentowany na festiwalu Młode Horyzonty Młode Horyzonty 2024, gdzie pierwszy pokaz miał miejsce 29 września 2024 roku.

## Box office
Film Twoje imię osiągnął komercyjny sukces, zwłaszcza w Japonii, gdzie stał się najczęściej oglądanym filmem w kinach w 2016 roku, zarabiając 235,3 miliona dolarów. W związku z tym, stał się drugim najlepiej sprzedającym się japońskim filmem wszech czasów (ustępując jedynie Spirited Away: W krainie bogów) i czwartym najlepiej sprzedającym się filmem wszech czasów, ustępując filmom Spirited Away: W krainie bogów, Titanic oraz Kraina lodu. Jest to także pierwszy film animowany, który zarobił w japońskim box office ponad 100 milionów dolarów, a którego reżyserem nie był Hayao Miyazaki.
Był to najchętniej oglądany film w Japonii przez dwanaście tygodni; po dziewięciu tygodniach film utracił na krótko pozycję na rzecz Death Note: Light Up the New World, następnie był numerem jeden przez kolejne trzy tygodnie. Pozycję tę definitywnie odebrał mu dopiero film Fantastyczne zwierzęta i jak je znaleźć.
Film odniósł sukces także poza Japonią. Na chińskim rynku zarobił 83,6 miliona dolarów i stał się najlepiej zarabiającym japońskim filmem wszech czasów, przeganiając poprzedniego lidera – Stand by Me Doraemon.
W Korei Południowej film zajmował przez pierwsze dwa tygodnie od premiery pierwsze miejsce w box office i w ciągu kolejnych dwunastu tygodni zarobił 26 milionów dolarów. Był pierwszym japońskim filmem od czasu Ruchomego zamku Hauru z 2004 roku, który osiągnął pierwsze miejsce w południowokoreańskim box office.
W Tajlandii film zarobił ponad 1,2 miliona dolarów, również stając się najlepiej zarabiającym japońskim filmem wszech czasów w tym kraju.
W Stanach Zjednoczonych film zarobił ponad 5 milionów dolarów, we Francji 1,4 miliona dolarów, w Australii 771 tysięcy dolarów, natomiast w Nowej Zelandii 128 tysięcy dolarów.
Łącznie, na całym świecie, zarobił ponad 357,9 miliona dolarów, ostatecznie przeganiając wynik filmu Spirited Away: W krainie bogów i stając się najlepiej zarabiającym japońskim animowanym filmem na świecie.

## Odbiór
Mark Schilling z The Japan Times ocenił film na cztery z pięciu gwiazdek, chwaląc animację za realistycznie i szczegółowo wykonane detale oraz emocjonalnie ugruntowane wątki fantasy. Krytykował jednakże film za przerysowane elementy humorystyczne.
W Chinach film zebrał pozytywne recenzje; w serwisie maoyan.com seria otrzymała od krytyków średnią ocenę 9,3/10. Spory wpływ na popularność tego filmu w Chinach miał fakt, że był utrzymany w konwencji fantasy (która umożliwiła ucieczkę od problemów dnia powszedniego), a także to, że stylem wpisał się w zyskującą na popularności w tym kraju subkulturę związaną z grami, mangą i anime.
W Stanach Zjednoczonych film również został pozytywnie przyjęty. David Sims na łamach The Atlantic określił film jako zapierającą dech w piersiach mieszankę fantastyki i zwyczajności dnia codziennego, która sprawnie łączy sprawy przyziemne z eskapizmem. Manohla Dargis na łamach The New York Times określiła film jako smutno urzekającą opowieść. Mark Kermode nałamach The Guardian określił film jako „olśniewający” nazwywając Makoto Shinkaia nowym królem filmu animowanego i przyznając filmowi pięć gwiazdek na pięć. Reżyser nominowanego do Oskara filmu Vaiana: Skarb oceanu, Ron Clements, chwalił film za jego piękno i interesującą fabułę. Nieco inaczej ocenił film Peter Keough na łamach The Boston Globe, który miał mieszane odczucia względem filmu, wskazując co prawda na jego piękno, ale krytykując jego zbytnie skomplikowanie fabularne.
Mike Toole z Anime News Network umieścił film na trzecim miejscu najlepszych filmów anime wszech czasów.
Makoto Shinkai, pomimo ogromnego zainteresowania jego dziełem i okrzyknięcia go „nowym Miyazakim”, nie czuł się komfortowo w tej sytuacji, twierdząc, że nie jest na takim poziomie doskonałości w swej sztuce jak Hayao Miyazaki, a zainteresowanie jego dziełem wolałby zamienić na pracę nad kolejnym filmem. Shinkai uznaje swój film za niedoskonały i wymagający dalszego dopracowania, co jednak nie mogło zostać osiągnięte ze względu na brak koniecznych funduszy.

### Wpływ na rzeczywistość
Chociaż miasto Itomori, w którym rozgrywa się część akcji filmu, jest fikcyjne, to jednak film czerpał swoje inspiracje z rzeczywiście istniejących miejsc. Jednym z nich było miasto Hida w prefekturze Gifu. Miasto to zanotowało wzrost zysków płynących z turystyki aż o 18,5 miliarda jenów, gdy fani filmu zaczęli odwiedzać lokalizacje, które uwieczniono na animacji.

### Nagrody i nominacje
| Rok  | Ceremonia                                       | Kategoria                                            | Nominowany         | Rezultat       | Źródło |
| ---- | ----------------------------------------------- | ---------------------------------------------------- | ------------------ | -------------- | ------ |
| 2016 | 49. Sitges Film Festival                        | Najlepszy animowany film pełnometrażowy              | Kimi no na wa.     | Wygrana        | [ 58 ] |
| 2016 | 60. BFI London Film Festival                    | Najlepszy film                                       | Kimi no na wa.     | Nominacja      | [ 59 ] |
| 2016 | 18. Bucheon International Animation Festival    | Nagroda specjalna (Film pełnometrażowy)              | Kimi no na wa.     | Wygrana        | [ 60 ] |
| 2016 | 18. Bucheon International Animation Festival    | Nagroda publiczności (Film pełnometrażowy)           | Kimi no na wa.     | Wygrana        | [ 60 ] |
| 2016 | 29th Tokyo International Film Festival          | nagroda Arigatō                                      | Makoto Shinkai     | Wygrana        | [ 61 ] |
| 2016 | 6. Newtype Anime Awards                         | Najlepszy film                                       | Kimi no na wa.     | Wygrana        | [ 21 ] |
| 2016 | 6. Newtype Anime Awards                         | Najlepsza ścieżka dźwiękowa                          | Kimi no na wa.     | Drugie miejsce | [ 21 ] |
| 2016 | 6. Newtype Anime Awards                         | Najlepsza piosenka                                   | Zenzenzense        | Drugie miejsce | [ 21 ] |
| 2016 | 41. Hochi Film Award                            | Nagroda specjalna                                    | Kimi no na wa.     | Wygrana        | [ 62 ] |
| 2016 | 29. Nikkan Sports Film Award                    | Najlepszy reżyser                                    | Makoto Shinkai     | Wygrana        | [ 63 ] |
| 2016 | 42. Los Angeles Film Critics Association Awards | Najlepszy film animowany                             | Kimi no na wa.     | Wygrana        | [ 64 ] |
| 2016 | Women Film Critics Circle                       | Najlepsza animowana postać kobieca                   | Kimi no na wa.     | Nominacja      | [ 65 ] |
| 2017 | 44. Annie Awards                                | Najlepszy niezależny film animowany                  | Kimi no na wa.     | Nominacja      | [ 66 ] |
| 2017 | 44. Annie Awards                                | Niezwykłe osiągnięcia za reżyserię filmu animowanego | Makoto Shinkai     | Nominacja      | [ 66 ] |
| 2017 | 21. Satellite Awards                            | Najlepszy film animowany                             | Kimi no na wa.     | Nominacja      | [ 67 ] |
| 2017 | 71. Mainichi Film Awards                        | Najlepszy film animowany                             | Kimi no na wa.     | Wygrana        | [ 68 ] |
| 2017 | 59. Nagroda Błękitnej Wstęgi                    | Nagroda specjalna                                    | Kimi no na wa.     | Wygrana        | [ 69 ] |
| 2017 | 11. Asian Film Awards                           | Najlepszy scenariusz                                 | Makoto Shinkai     | Nominacja      | [ 70 ] |
| 2017 | 40. Nagroda Japońskiej Akademii Filmowej        | Nagroda specjalna                                    | Kimi no na wa.     | Wygrana        | [ 71 ] |
| 2017 | 40. Nagroda Japońskiej Akademii Filmowej        | Animacja filmowa roku                                | Kimi no na wa.     | Nominacja      | [ 71 ] |
| 2017 | 40. Nagroda Japońskiej Akademii Filmowej        | Reżyser roku                                         | Makoto Shinkai     | Nominacja      | [ 71 ] |
| 2017 | 40. Nagroda Japońskiej Akademii Filmowej        | Scenariusz roku                                      | Makoto Shinkai     | Wygrana        | [ 71 ] |
| 2017 | 40. Nagroda Japońskiej Akademii Filmowej        | Niezwykłe osiągnięcia w muzyce                       | Radwimps           | Wygrana        | [ 71 ] |
| 2017 | 36. festiwal Anima                              | Nagroda publiczności za najlepszy film animowany     | Kimi no na wa.     | Wygrana        | [ 72 ] |
| 2017 | Jedenasta edycja Seiyū Awards                   | Najlepszy aktor pierwszoplanowy                      | Ryūnosuke Kamiki   | Wygrana        | [ 73 ] |
| 2017 | Jedenasta edycja Seiyū Awards                   | Najlepsza aktorka pierwszoplanowa                    | Mone Kamishiraishi | Wygrana        | [ 73 ] |
| 2017 | Jedenasta edycja Seiyū Awards                   | Nagroda Synergy                                      | Kimi no na wa.     | Wygrana        | [ 73 ] |
| 2017 | Tokyo Anime Award Festival                      | Najlepszy reżyser                                    | Makoto Shinkai     | Wygrana        | [ 74 ] |
| 2017 | 11. Asia Pacific Screen Awards                  | Najlepszy pełnometrażowy film animowany              | Kimi no na wa.     | Nominacja      | [ 75 ] |
| 2017 | 7. AACTA Awards                                 | Najlepszy film azjatycki                             | Kimi no na wa.     | Nominacja      | [ 76 ] |
| 2017 | San Francisco Film Critics Circle Awards        | Najlepszy film animowany                             | Kimi no na wa.     | Nominacja      | [ 77 ] |
| 2018 | Saturn                                          | Najlepszy film animowany                             | Kimi no na wa.     | Nominacja      | [ 78 ] |

## Light novel
Film powstał w oparciu o książkę Makoto Shinkaia zatytułowaną Kimi no na wa. (jap. 君の名は。), która została wydana oficjalnie 18 czerwca 2016 roku, miesiąc przed premierą filmu. Książka do 19 listopada 2017 roku została sprzedana w 1 918 687 kopiach. Według serwisu Oricon, przez pierwsze trzy tygodnie od premiery filmu książka plasowała się na pierwszym miejscu list sprzedaży w swojej kategorii. W 2016 roku była najczęściej kupowaną light novel w Japonii.
W Polsce książka ta została wydana 29 grudnia 2017 roku nakładem wydawnictwa Studio JG pod tytułem twoje imię..
Powstał także spin-off powieści, zatytułowany Kimi no na wa. Another Side: Earthbound (jap. 君の名は。 Another Side:Earthbound), którego autorem jest Arata Kanō. Książka została wydana 1 sierpnia 2016 roku przez wydawnictwo Kadokawa. W 2016 roku została sprzedana w 282 826 egzemplarzach.

## Manga
Historia ta została zaadaptowana także w formie mangi. Rysunki do serii wykonał Ranmaru Kotone (jap. 琴音らんまる Kotone Ranmaru). Kolejne rozdziały były wydawane w czasopiśmie Gekkan Comic Alive wydawnictwa Kadokawa od maja 2016 roku do stycznia 2017 roku. Seria została wydana także w formie tomikowej, złożonej z trzech tomów. Drugi tom w ciągu czterech tygodni od premiery został sprzedany w ponad 126 tysiącach egzemplarzy. Trzeci tom w ciągu czterech tygodni od premiery został sprzedany w ponad 92 tysiącach egzemplarzy.
W Polsce seria ta została wydana przez wydawnictwo Studio JG pod tytułem twoje imię.
| Nr | Język japoński   | Język japoński         | Język polski     | Język polski           |
| Nr | Data wydania     | ISBN                   | Data wydania     | ISBN                   |
| -- | ---------------- | ---------------------- | ---------------- | ---------------------- |
| 1  | 23 sierpnia 2016 | ISBN 978-4-04-068509-0 | 12 grudnia 2017  | ISBN 978-83-8001-257-8 |
| 2  | 23 grudnia 2016  | ISBN 978-4-04-068591-5 | 26 lutego 2018   | ISBN 978-83-8001-277-6 |
| 3  | 22 kwietnia 2017 | ISBN 978-4-04-069170-1 | 20 kwietnia 2018 | ISBN 978-83-8001-301-8 |

## Film live-action
27 września 2017 roku producent J.J. Abrams ogłosił powstawanie aktorskiego remake’u filmu Kimi no na wa., który ma zostać wyprodukowany we współpracy Paramount Pictures, Bad Robot Productions oraz Tōhō, który to będzie także nadzorował jego dystrybucję w Japonii. Za produkcję filmu oprócz Abramsa odpowiedzialni są także Lindsey Weber oraz Genki Kawamura. Scenariusz do filmu został napisany przez Erica Heisserera, którego poproszono o dostosowanie opowieści do zachodniego widza.